# Carlos María de Alvear

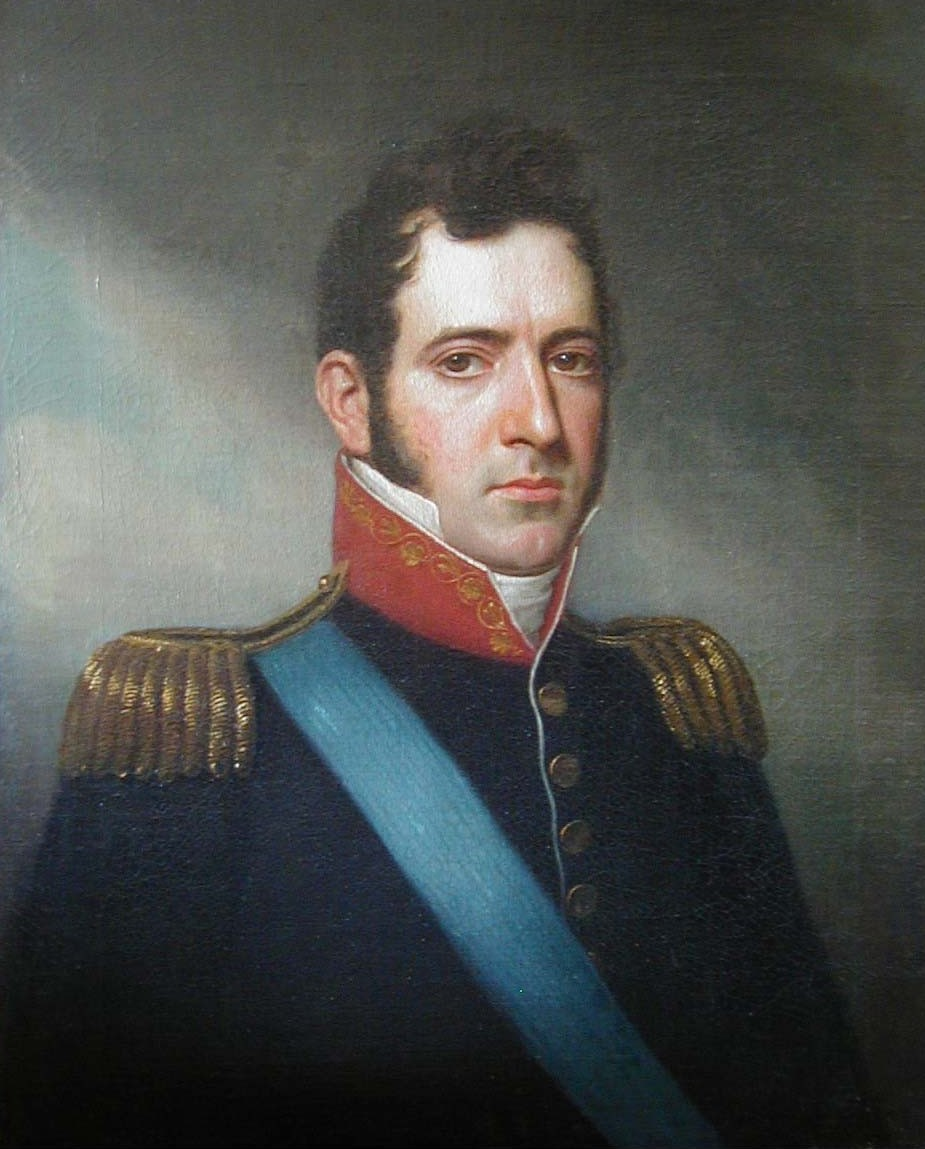
Carlos María de Alvear

Carlos María de Alvear, född 25 oktober 1789 och död 3 november 1852, var en argentinsk frihetshjälte.
De Alvear deltog på Spaniens sida i Napoleonkrigen, men vände 1812 hem till Argentina, där hans militära duglighet gjorde honom till en av de främsta krafterna i upproret mot Spanien. Hans aristokratiska läggning gjorde honom impopulär, och 1813 måste han lämna posten som upprorsregeringens chef. I kriget mot Brasilien var han 1827 överbefälhavare och säkrade segern åt sitt land.